# Одрадокам'янська сільська рада
Одрадока́м'янська сільська́ ра́да — адміністративно-територіальна одиниця та орган місцевого самоврядування в Бериславському районі Херсонської області. Адміністративний центр — село Одрадокам'янка.

## Загальні відомості
Одрадокам'янська сільська рада утворена в 1932 році.
- Територія ради: 55,538 км²
- Населення ради: 3 143 особи (станом на 2001 рік)
- Територією ради протікає річка Козак.

## Населені пункти
Сільській раді підпорядковані населені пункти:
- с. Одрадокам'янка
- с. Миколаївка

## Склад ради
Рада складається з 20 депутатів та голови.
- Голова ради: Коваленко Ігор Михайлович
- Секретар ради: Левченко Віталій Леонідович

### Керівний склад попередніх скликань
| Прізвище, ім'я, по батькові      | Основні відомості                                                          | Дата обрання | Дата звільнення |
| -------------------------------- | -------------------------------------------------------------------------- | ------------ | --------------- |
| Мірошниченко Володимир Федорович | Сільський голова, 1960 року народження, член Соціалістичної партії України | 26.03.2006   | 25.11.2006      |
| Карпенко Микола Дмитрович        | Сільський голова, 1955 року народження, член Соціалістичної партії України | 04.03.2007   | 31.10.2010      |
| Панченко Іван Валентинович       | Сільський голова, 1974 року народження, освіта вища, безпартійний          | 31.10.2010   | 09.09.2012      |
| Боцанюк Володимир Миколайович    | Сільський голова, 1969 року народження, освіта вища, безпартійний          | 09.09.2012   | 17.01.2014      |
| Тахтамиш Вячеслав Миколайович    | Сільський голова, 1977 року народження, освіта вища, безпартійний          | 25.05.2014   |                 |

Примітка: таблиця складена за даними сайту Верховної Ради України

### Депутати
За результатами місцевих виборів 2010 року депутатами ради стали:

#### За суб'єктами висування
| Суб'єкт висування                                       | Кількість обраних депутатів | %  |
| ------------------------------------------------------- | --------------------------- | -- |
| Партія регіонів                                         | 8                           | 40 |
| Самовисування                                           | 6                           | 30 |
| Комуністична партія України                             | 4                           | 20 |
| Єдиний Центр                                            | 1                           | 5  |
| Політична партія Всеукраїнське об'єднання «Батьківщина» | 1                           | 5  |

#### За округами
| № округу                                                | Прізвище, ім'я, по батькові    | Дата визнання обраним | Освіта  | Партійна приналежність            | Відомості про обраного депутата                              |
| ------------------------------------------------------- | ------------------------------ | --------------------- | ------- | --------------------------------- | ------------------------------------------------------------ |
| Єдиний Центр                                            |                                |                       |         |                                   |                                                              |
| 17                                                      | Левченко Віталій Леонідович    | 04.11.2010            | вища    | член Єдиного Центру               | Миколаївська загальноосвітня школа, вчитель                  |
| Комуністична партія України                             |                                |                       |         |                                   |                                                              |
| 4                                                       | Рибак Олексій Григорович       | 04.11.2010            | вища    | член Комуністичної партії України | пенсіонер                                                    |
| 6                                                       | Костенко Неля Дмитрівна        | 04.11.2010            | вища    | позапартійна                      | Одрадокам'янська амбулаторія, медсестра                      |
| 7                                                       | Гулик Анатолій Дмитрович       | 04.11.2010            | вища    | член Комуністичної партії України | пенсіонер                                                    |
| 14                                                      | Лисенко Тетяна Петрівна        | 04.11.2010            | середня | позапартійна                      | тимчасово не працює                                          |
| Партія регіонів                                         |                                |                       |         |                                   |                                                              |
| 3                                                       | Почерніна Тетяна Михайлівна    | 04.11.2010            | вища    | позапартійна                      | Одрадокам'янська сільська рада, головний бухгалтер           |
| 9                                                       | Степанюк Вікторія Миколаївна   | 04.11.2010            | середня | позапартійна                      | Одрадокам'янська амбулаторія, фельдшер                       |
| 12                                                      | Шистка Марія Миколаївна        | 04.11.2010            | вища    | член Партії регіонів              | пенсіонер                                                    |
| 13                                                      | Горб Людмила Миколаївна        | 04.11.2010            | вища    | позапартійна                      | Миколаївська загальноосвітня школа, вчитель                  |
| 18                                                      | Синиця Петро Олександрович     | 04.11.2010            | вища    | позапартійний                     | ВАТ «Кам'янський», машиніст, оператор крапельного зрошування |
| 19                                                      | Костров Сергій Володимирович   | 04.11.2010            | вища    | позапартійний                     | Приватне підприємство «Шато», охоронник                      |
| Політична партія Всеукраїнське об'єднання «Батьківщина» |                                |                       |         |                                   |                                                              |
| 11                                                      | Левинець Сергій Васильович     | 04.11.2010            | вища    | позапартійний                     | тимчасово не працює                                          |
| Самовисування                                           |                                |                       |         |                                   |                                                              |
| 2                                                       | Калашников Руслан Вікторович   | 04.11.2010            | вища    | позапартійний                     | Комунальне підприємство «Кам'янське», начальник              |
| 5                                                       | Пудовкіна Ірина Володимирівна  | 04.11.2010            | вища    | позапартійна                      | Одрадокам'янкась сільська рада, секретар                     |
| 8                                                       | Каплун Олександр Станіславович | 04.11.2010            | вища    | позапартійний                     | ВАТ «Кам'янський», охоронник                                 |
| 10                                                      | Мазанович Анатолій Валерійович | 04.11.2010            | вища    | позапартійний                     | приватний підприємець                                        |
| 16                                                      | Шершньова Юлія Миколаївна      | 04.11.2010            | вища    | позапартійна                      | Одрадокам'янське комунальне підприємство, головний бухгалтер |
| 20                                                      | Калініна Світлана Василівна    | 04.11.2010            | середня | позапартійна                      | Одрадокам'нська сільська рада, інспектор                     |